# Jacques Bolle
Pour les articles homonymes, voir Bolle.
 (mai 2023).
Jacques Bolle, né le 1er février 1959 à Grenoble (Isère), est un ancien pilote de vitesse et homme d'affaires français. Il a également été président de la Fédération française de motocyclisme (FFM). Il est actuellement président de On Air Fitness.

## Biographie
Jacques Bolle a notamment terminé cinquième du championnat du monde de vitesse moto 1981 et a remporté un Grand Prix 250 cm3 en 1983 en Angleterre, il est monté à cinq reprises sur un podium en Grand Prix et a été également deux fois champion de France, en 1981 et 1982. Dans les écuries où il a été pilote officiel, Jacques Bolle a eu comme équipier Christian Estrosi et Jean-François Baldé.
En 2008, Jacques Bolle devient président de la Fédération française de motocyclisme (FFM), laquelle compte 100 000 licenciés. Il sera réélu en 2012 et 2016. Il quitte cette Présidence en 2020 au terme de son troisième mandat. Il a également durant cette période pris la Présidence du Circuit Carole, équipement motocycliste en région parisienne, confié à la FFM à travers une délégation de service public.
Jacques Bolle a été Vice Président de la Fédération Internationale de Motocyclisme (FIM), fonction qu'il a occupée jusqu'en 2022. Depuis, il est chargé du panel juridique de la FIM.
Il est titulaire d'un DESS (Master 2) de droit du sport, il a été pendant 10 ans chargé d'enseignement  en droit du sport à l'université Paris-Est-Marne-la-Vallée et il a écrit plusieurs articles sur ce même thème dans des revues juridiques telles jurisport ou la semaine juridique.
En 2013, Jacques Bolle s'est vu décerner l'Ordre national du Mérite par l'ancien Premier Ministre François Fillon.
Jacques Bolle est le président de la franchise On Air Fitness , lancée en 2019. Cette enseigne est devenue l'un des acteur majeur du secteur de la remise en forme, elle possède de très nombreux clubs en France et à l'étranger. Cette marque a notamment inaugurée en 2025 le plus grand club dédié au fitness en France, avec une salle de 5 000 m² est située à Paris .